# Lewis Brereton
Lewis Hyde Brereton, ameriški letalski general, vojaški pilot, * 21. junij 1890, Pittsburgh, Pensilvanija, ZDA, † 20. julij 1967.

## Življenjepis
Brereton je leta 1911 diplomiral na Vojaški pomorski akademiji ZDA (USNA) v Annapolisu, Maryland. Leta 1913 je med prvimi končal Letalsko šolo v San Diegu, Kalifornija.
Brereton je bil med prvo svetovno vojno vojaški pilot v Franciji. Poveljeval je 12. zračnemu eskadronu, eni od prvih ameriških zračnih enot na zahodni fronti.
Med drugo svetovno vojno je bil poveljnik 9. letalske armade in 1. zavezniške zračnoprevozne armade.